# 35165 Quebec
35165 Quebec este o planetă minoră (asteroid), cu un diametru de 11,205 km, din centura de asteroizi. A fost descoperită pe 16 august 1993 la observatoire de la Côte d'Azur⁠(d) de Eric Walter Elst. 
Obiectul prezintă o orbită caracterizată de o semiaxă mare de 3,1525779 UAi, o excentricitate de 0,02, o înclinație de 21,08286 ° în raport cu ecliptica.